# Heinrich Rohlfs
Heinrich Rohlfs (* 17. Juni 1827 in Vegesack bei Bremen; † 5. Mai 1898 in Wiesbaden) war ein deutscher Mediziner und Schriftsteller.

## Leben
Rohlfs war der Sohn des Arztes Gottfried Heinrich Rohlfs (1779–1860) und dessen Ehefrau Maria Adelheid Wernsing (1801–1859) aus dem bremischen Hafenort Vegesack. Bereits sein Großvater war hier als Arzt ansässig gewesen. Nach einem Medizinstudium, das ihn nach Göttingen, Berlin, Würzburg, Prag und Paris führte, nahm er als Militärarzt am Schleswig-Holsteinischen Krieg 1848–1851 teil. Im Sommer 1851 hielt er sich in Paris auf, wo er mehrmals Heinrich Heine besuchte.
Rohlfs heiratete 1862 in Bremen Fanny Henriette Horn (* Vegesack 3. März 1837), die Tochter des Bremer Juristen Friedrich Wilhelm Horn (1806–1871) und dessen Ehefrau Anne Domville. Die Ehe blieb kinderlos. Er war zunächst in der Arztpraxis seines Vaters in Vegesack tätig, bevor er 1860 eine eigene Praxis in Bremen eröffnete.
In den Jahren nach 1862 veröffentlichte Rohlfs mehrere Beiträge zur Medizin seiner Zeit. Ein besonderes Augenmerk hatte er dabei auf die medizinische Versorgung von Seeleuten auf Handelsschiffen. 1874 gab er die Praxis in Bremen auf, um als Privatgelehrter nach Göttingen zu gehen.
1878 begründete er gemeinsam mit seinem jüngeren Bruder, dem Afrikaforscher Gerhard Rohlfs, das Deutsche Archiv für Geschichte der Medizin und medizinische Geographie, das er von 1881 bis 1885 alleine herausgab. 1881 zog Rohlfs nach Wiesbaden.

## Schriften
- Umrisse zur Kritik der neueren deutschen Medizin. Dissertation. Münster 1851.
- Erinnerungen an Paris im Sommer 1851, in: Bremer Bürgerfreund vom 23. Juni bis 10. Juli 1853.
- Gemeinfaßliche Heilkunde für Schiffsoffiziere nebst einer Anleitung zum Gebrauche der Schiffsapotheken. Bremen 1856. 4. Auflage: Halle (Saale) 1885.
- Die Lösung der schleswig-holsteinischen Frage. Bremen 1857.
- Über die Radicalkur des Wasserbruches. Bremen 1862.
- Erinnerungen an Heinrich Heine aus dem Jahre 1851. In: Die Gartenlaube. Heft 30–31, 1862, S. 473–475, 487–489 (Volltext [Wikisource]).
- Über die Emancipation der Medizin. Bremen 1867.
- Medizinische Reisebriefe aus England und Holland 1866 und 1867. Leipzig 1868.
- Ueber das Schiffsmedicinalwesen der deutschen Handelsmarine. In: Monatsblatt für medicinische Statistik und öffentliche Gesundheitspflege (Beilage zur Deutschen Klinik), Nr. 5, 16. Mai 1868 und Nr. 6, 13. Juni 1868, S. 29–43.
- Über den Geist der Hippokratischen Medicin. In: Deutsches Archiv für Geschichte der Medicin u. medicinische Geographie, 4, 1881 (Neudruck Hildesheim und New York 1971), S. 3–61.
- Geschichte der deutschen Medizin. Band 1–2: Stuttgart 1875–1880; Band 3–4: Leipzig 1883–1885.
- mit Gerhard Rohlfs (Hrsg.): Deutsches Archiv für die Geschichte der Medizin und geographischen Medizin. 7 Bände. Leipzig 1878–1885.